# Ставови
Став је вредновање људи, активности, предмета и идеја, праћено емоцијама и спремношћу на понашање. Став се састоји из комбинације три основне психичке функције: сазнајна компонента, емоционална компонента и понашајна компонента. Ставови повезују друштво и појединца: превазилазе једностраност “социологизма” и “психологизма” у проучавању социјалног понашања човека. Ставови су релативно трајна предиспозиција и омогућавају предвиђање, усмеравање и контролу понашања.Ставови нису урођени, већ стечени путем учења и социјализације. Они се стичу под утицајем школе, вршњака, породице, медија, путем неких од модела учења попут инструменталног, класичног условљавања, учењем по моделу, увиђањем...

## Компоненте става

### Емоционална компонента
У зависности од осећања које човек има према одређеној активности, предмету или идеји, став може бити позитиван (свиђа ми се), негативан ("не свиђа ми се") и неутралан. Ове емоционалне реакције чине емоционалну компоненту става.

### Когнитивна компонента
Когнитивна компонента става односи се на знања и уверења о објекту који је предмет става. Да би неко могао да има став о нечему, мора да буде информисан, бар основним садржајем. Поред информација и знања, когнитивну компоненту чине и уверења о датом објекту.

### Понашајна компонента
Ставови имају динамички карактер, јер подстичу на активност. С обзиром на то, уколико се знају нечији ставови према нечему, може се и предвидети његово понашање према том објекту.

## Теоријски приступи
Постоје три теоријска приступа ставовима:
- Структурални (бави се проблемом сложености или структуре ставова, тј. питањем шта је став)
- Функционални (бави се питањем које функције ставови имају за појединца).
- Теорије конзистенције (баве се проблемима мењања и отпорности на промену става)

### Структурални приступ
Познат је као “традиционални” односно тро-компонентни модел), пошто је према овом приступу став је састављен од три компоненте:
- Сазнајна или когнитивна (информације и знања)
- Евалуативна или афективна (позитивне или негативне оцене и осећања)
- Понашајна (тенденција да се на одређен начин реагује)

Когнитивна: перцепције, информације, стереотипи, схватања, знања, когнитивне репрезентације - о објектима према којима постоји став.
Емоционална: осећања која појединац има према објекту према коме постоји став (волимо га, не волимо га, свиђа нам се или не, пријатан нам је или непријатан, привлачан или одбојан и сл.). Према Роту (1973) она укључује и вредносне судове (дајемо оцену вредности објекта - да ли је нешто добро или рђаво и сл.)
Конативна (понашајна): састоји се у тенденцији да се учини нешто у односу на објекат према којем имамо став, да се приступи акцији у вези са тим (да се помогне, подржи нешто према чему имамо позитиван или осујети нешто према чему имамо негативан став и сл.).
Ове три компоненте става организоване су на конзистентан начин (теже да буду усклађене). Позитивна осећања о објекту става, приписивање позитивних особина објекту и тенденција да се позитивно реагује на објекат.
Покушаји да се промене осећања људи према неком социјалном објекту или проблему давањем нових информација о том проблему засновани су на идеји да су когнитивне и афективне компоненте ставова међусобно позитивно повезане. Конзистентност три компоненте става никада није потпуна, али постоји велико слагање.

### Функционални приступ
Које функције ставови имају за појединца? Зашто неки људи усвајају одређене ставове?
Инструментална или утилитаристичка функција- корист за појединца
Его-одбрамбена функција – одбрана појединца од унутрашњих конфликата или лоше слике о себи
Функција изражавања личних вредности - ставови као експресија стања и циљева које појединац сматра пожељним
Функција сазнавања и осмишљавања – помоћ у организовању и разумевању сложеног спољашњег света
Људи формирају позитивне ставове у односу на објекте или појаве које доводе до задовољства, а негативне према онима које доводе до неугодности. Прошло и садашње опажање корисности коју објекат има за појединца. Да би се прилагодио, био прихваћен и поштован (“Социјална улазница” за одређене друштвене кругове). Механизам којим се човек брани од спознаје неких истина о себи и другима које би могле повредити његову личност. Ставови имају селективну улогу – филтрирају неугодне чињенице. Осећај инфериорности – негативни ставови према мањинама.
Појединац стиче задовољство изражавањем ставова који су у складу са његовим вредностима и представом коју има о себи. Интегрисан систем ставова који су стечени у детињству (идентификацијом) и постали саставни део личности. На пр. религиозни ставови, патриотизам, идеолошке оријентације. За појединца став има вредност само-изражавања.
Заснована на потреби да се организује, разуме и да смисао спољашњој средини; да се свет доживи целовито и предвидиво, да знање и искуство буду стабилни и интегрисани у систем. Ставови могу и поједностављивати објективне чињенице посредством личних жеља (стереотипи). Осмишљеност и стабилност слике о свету великим делом одређују норме дате културе.
Три велике категорије фактора који утичу на учење ставова
1. Општи, универзални фактори који (посредно) утичу на целокупно друштвено збивање – развитак производних снага и односа, историјски развитак, култура и сл.
2. Припадност одређеној заједници или групи (културне заједнице, велике друштвене групе као што су нација и класа и мале, примарне групе, као што су породица, пријатељи)
3. Специфични механизми формирања ставова (сви механизми учења)

## Бихеивиористичко гледиште
Суштинска особина става јесте да се он не може директно посматрати већ се сматра “стањем спремности” да се реагује на неки стимулус о коме се може само закључивати на основу спољашњег понашања. Став је хипотетички конструкт који објашњава зашто различити људи различито реагују на исте стимулусе.

## Функције ставова
Став према неком објекту штеди труд и енергију. Сваки пут када се човек сусретне са неким објектом, он му је бар донекле познат. Не мора изнова да учи његове особине и није табула раза. Ставови поред тога имају и инструменталну функцију. Они служе да се постигне нека корист, а избегне нека штета или казна. На пример, може постојати повезаност позитивног става неког адолесцента са прихватањем вршњака. Функција социјалног идентитета или изражавања вредности јесте да се својим ставовима човек са својим ставовима може идентификовати са неком групом које су за њега важне (феминистички покрет, антиглобалистички). Јако важна функција јесте и одбрамбена, када човек жели да заштити самопоштовање, што је повезано са механизмима одбране.
Ставови утичу на понашање, али и на неке друге психичке функције попут учења и памћења. Брже и боље се памте информације које су у складу са ставовима особе, него оне које нису.

## Врсте ставова
Неки ставови су карактеристични за појединца (лични ставови) и они су пре свега, значајни за психологију личности. Постоје и ставови које појединац дели са другим људима и то су ставови који се односе на неке значајне друштвене појаве (социјални ставови). Ставови се могу разликовати и према садржају или области на коју се односе, на пример политички ставови, религиозни ставови, економски, естетски...
Посебно важна група ставова јесу предрасуде. Предрасуде су изразито негативни ставови према припадницима одређене групе који се заснивају искључиво на њиховој припадности тој групи. Формално гледано, оне могу бити позитивне и негативне, али уобичајено се говори о негативним предрасудама, јер су важан део проблема друштва. Предрасуде су засноване на интензивним емоцијама и тешко су променљиве и отпорне. Оне могу бити веома опасне, јер могу да доведу до дискриминације и насиља. У предрасудама доминирају стереотипи - особине појединаца се занемарују и сви припадници се изједначавају. Међутим, баш као и ставови, предрасуде нису урођене, већ стечене компоненте личности. Борба против предрасуда се одвија образовањем, информисањем о њиховој неоправданости и штетности и контактом са особама према којима постоје предрасуде је веома важна.

## Формирање и мењање ставова
Социјализација појединца се у великој мери састоји од формирања ставова. Сви фактори који доприносе социјализацији и развоју, доприносе и формирању ставова. Посебан значај имају три елемента: група којој појединац припада, мотиви и особине личности појединца и информисаност о појавама према којим постоји став.
Најзначајнију улогу за формирању ставова имају примарне групе попут породице, или референтне групе које су у неком тренутку живота веома важне за појединца, попут вршњака. Свака група додатно врши притисак на појединца да мисли и да се понаша на одређени начин. Пошто ставови имају инструменталну функцију, то практично значи да ће ставови зависити од мотива појединца. Уколико он процењује да ће му неки објекат задовољити мотиве, према њему ће имати позитиван став. Исто важи и за особине личности које појединац поседује. Несигурне и анксиозне особе често усвајају конзервативне ставове. Усвајање ових ставова заправо је израз особина тј. потребе овакве личности за оним што јој недостаје. Утврђено је на пример, да је прихватање антидемократске, фашистичке оријентације повезано са специфичном структуром личности познатом као ауторитарна.
Мора постојати информисаност према појавама да би став могао да постоји. Међутим, информације су често лажне или се са њима манипулише. Често ставови почивају на осудним и непровереним чињеницама и то је често случај код негативних ставова и предрасуда. Најбоље решење против негативних ставова јесте боље информисање, али утицај информација на промену става је често ограничен већ постојећим ставовима. Људи теже да избегавају информације које нису у складу са већ постојећим ставовима и да траже оне које јесу. Чак и када се нађу у ситуацији да виде информације које су противне њиховим ставовима, они им једноставно не поверују. Ово посебно важи за ставове који су праћени интензивним емоцијама, попут предрасуда.
Информације утичу на формирање ставова, али и на њихово мењање. Исто важи и за два претходно описана фактора. Уколико се промени група или уколико једна група престане да утиче на појединца, његови ставови се мењају. Промена актуелне мотивације водиће и промени са тим повезаних ставова. Ставови се у овим ситуацијама мењају, јер немају више одговарајућу улогу.

## Пропаганда и јавно мњење
Јавно мњење јесу ставови, мишљења и уверења чланова одређених социјалних група или становништва о неким актуелним темама. Јавно мњење се углавном односи на мишљења која су мање чврста и стабилна од ставова, али су под њиховим утицајем. У формирању јавног мњења велику улогу имају медији. На формирање ставова утичу информације, а медији су највећи извор информација у свакодневном животу. Нарочито су то информације о актуелним дешавањима у друштву, која су најчешћи предмет истраживања јавног мњења.
Постојале су разне академске студије које истражују да ли на јавно мњење утичу "утицајни фактори" или особе које имају значајан ефекат на утицање на мишљење јавности у вези са релевантним питањима. Многе ране студије  су моделирале пренос података од извора масовних медија до јавности као "двостепени" процес. У овом процесу, информације из масовних медија и других далекосежних извора информација утичу на утицајне факторе, а они онда утичу на општу јавност насупрот масовним медијима који директно утичу на јавност.
Док је "двостепени" процес у вези са утицајем јавног мњења мотивисао даља истраживања о улози утицајних особа, новија студија Watts и Dodds (2007) сугестира да, док утицај има одређену улогу у утицају на јавно мњење, "не-утицајне "особе које чине широку јавност су једнако вероватне (ако не и више вероватне) да утичу на мишљење, под условом да се шира јавност састоји од особа на које се лако може утицати. Ово се у њиховом раду помиње као "Утицајна хипотеза". Аутори дискутују о таквим резултатима употребом модела за квантификацију броја људи под утицајем опште јавности и утицајних фактора. Модел се може лако прилагодити тако да представља разне начине на које утицајници комуницирају једни са другима, као са широм јавности. У њиховој студији, такав модел се разликује од претходног примера "двостепеног" процеса. Модел Watts и Dodds уводи модел утицаја који наглашава бочне канале утицаја између утицајника и општих јавних категорија. То на тај начин доводи до сложенијег протока утицаја између три стране укључене у утицање на јавно мњење (тј. медији, утицајници и јавност).
Пропаганда је намера да се убеђивачком комуникацијом, а ради остварења одређених циљева, промене ставови. Пропаганда може бити позитивна и негативна. Она је планско ширење идеја и уверења како би се добило јавно мњење, као и рекламирање производа, односно наглашавање пожељних карактеристика како би се привукли купци.
Један од принципа пропаганде јесте скретање пажње или њено привлачење. У те сврхе се користе различите технике и поступци. Један од познатијих примера овог принципа јесте да су рекламе на телевизији гласније од остатка програма. Свакако, привлачење пажње није довољно. Други принцип пропаганде јесте да се изазове спремност за прихватање пропагираних идеја и ставова. То се постиже тако што се уз рекламирани објекат наводи идеја да постоји асоцијација између њега и онога што је за човека животно важно (пријатељство, љубав, успех). Тако се, на пример, у рекламама за пиво, пиво асоцира са дружењем и блискошћу.